# Cage de chasteté
 (février 2017).
Si vous disposez d'ouvrages ou d'articles de référence ou si vous connaissez des sites web de qualité traitant du thème abordé ici, merci de compléter l'article en donnant les références utiles à sa vérifiabilité et en les liant à la section « Notes et références ».
Une cage de chasteté est un dispositif utilisé pour emprisonner le pénis et parfois les testicules, rendant impossibles l'érection, la pénétration et la masturbation.
Ces cages sont utilisées presque exclusivement comme accessoires sexuels dans le cadre de pratiques de domination / soumission sexuelle.
Elles peuvent être aussi utilisées comme outil personnel pour s'imposer facilement une abstinence sexuelle.

## Origine
Tout comme les ceintures de chasteté, utilisées pour les femmes, leur invention et leur utilisation sont principalement liées aux pratiques de domination-soumission[réf. souhaitée]. En effet, les ceintures de chasteté n'ont vraisemblablement jamais existé au Moyen Âge.

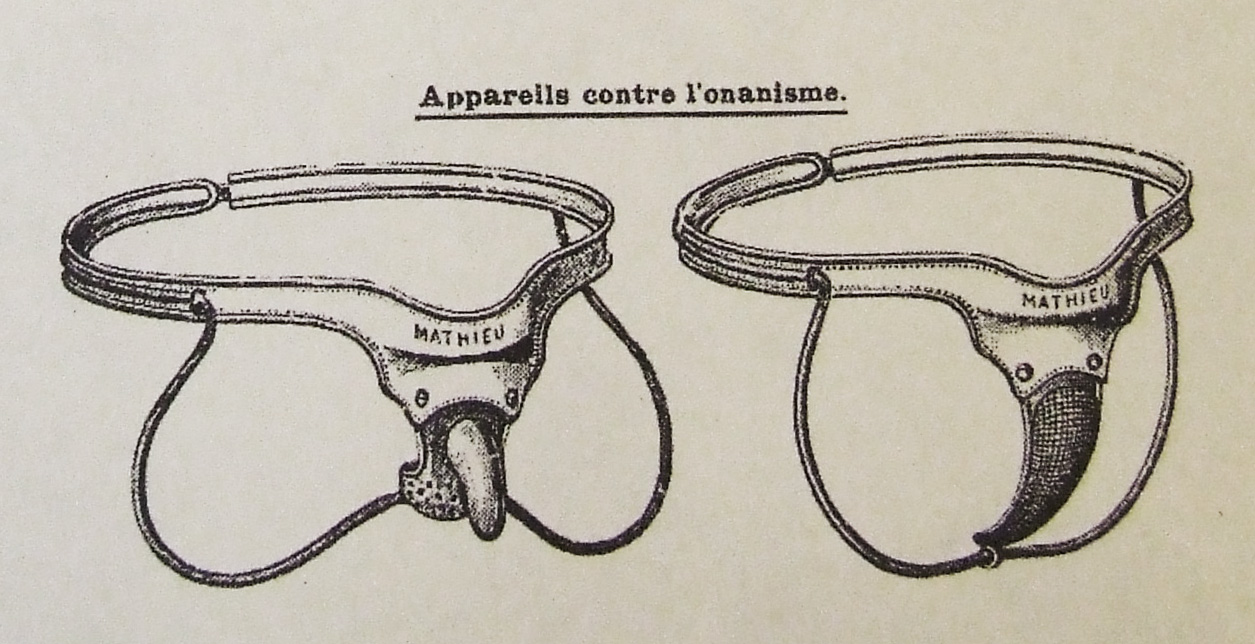
Dispositifs anti-masturbation.

Les prémices des cages de chasteté masculines semblent remonter au XIXe siècle, avec l'invention de différents dispositifs prétendument médicaux, destinés à lutter contre la masturbation des hommes et des jeunes garçons.
À la fin du XXe siècle, quelques artisans fabriquent des cages de chasteté pour une clientèle adepte des pratiques de domination-soumission. Mais les cages de chasteté sont devenues un accessoire sexuel populaire au début du XXIe siècle, et notamment à partir des années 2015-2020, avec l'industrialisation et la massification de leur production.

## Description
Il existe aujourd'hui de très nombreux modèles, dont la conception peut varier. Elles peuvent être faites de métal, de plastique, de silicone ou même de cuir. Elles ont toutes en commun le maintien du pénis dans une position de repos vers le bas avec le système de verrouillage vers le haut. Certains modèles peuvent avoir une tige qui s'introduit dans l'urètre, certaines sont plates, voire inversées.

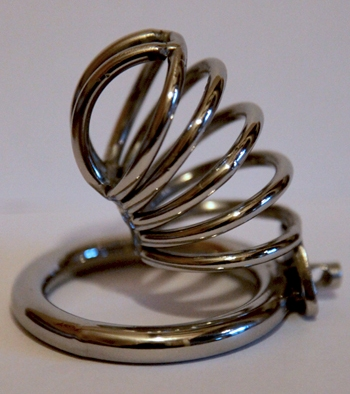
Cage de chasteté métallique.
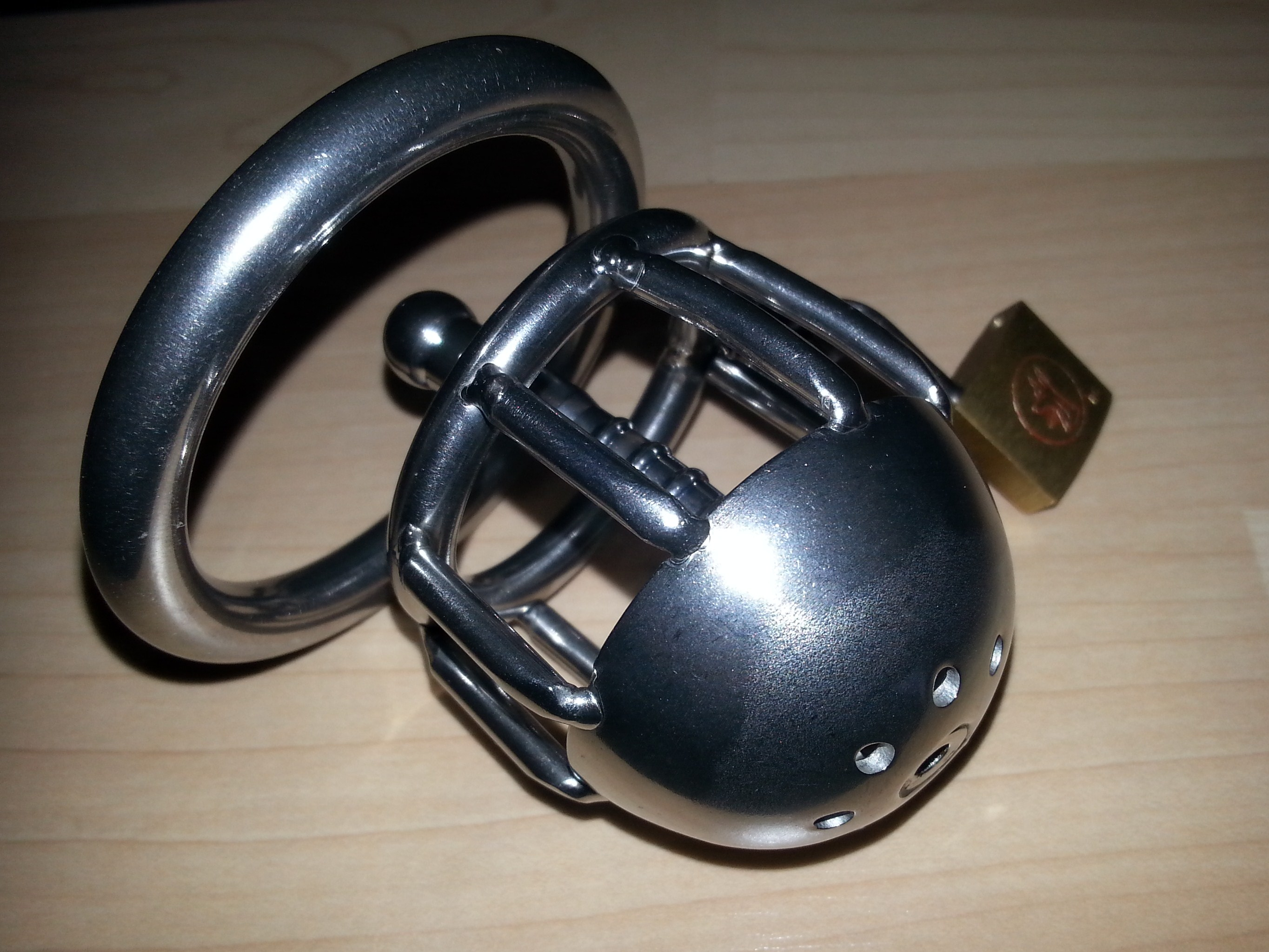
Cage de chasteté avec tige.
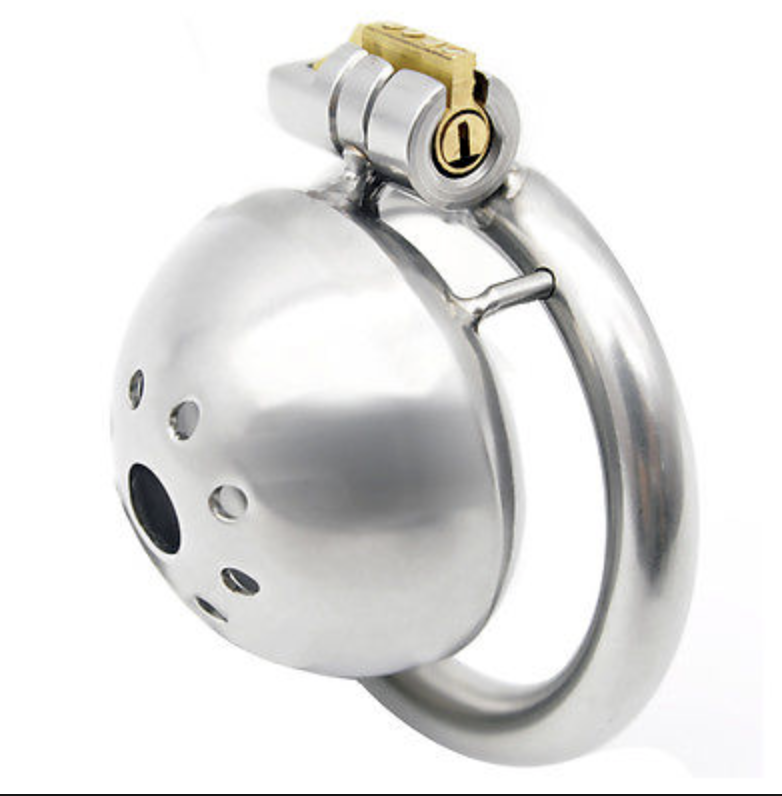
Micro cage de chasteté.

## Domination / soumission
Dans le cadre de ces pratiques, le soumis pourra porter une cage de chasteté.
Ces dispositifs étant généralement verrouillés par un cadenas ou une serrure intégrée, celui ou celle qui en détient la clé est le maître des clés. L'homme se trouve alors, de fait, placé dans une situation de soumission. Celui-ci exige habituellement l'obéissance et le respect de règles précises comme condition de libération temporaire ou définitive.

### Durée
Selon Maîtresse Iris, la durée idéale de port de la cage est de deux semaines car la première semaine, le sujet est contrarié, râleur et hyperactif, mais la deuxième semaine, il devient désespéré et peut supporter tout type d'humiliation, la troisième semaine, il entre dans un état zen.
Elles sont assez dures à porter la nuit en raison des érections nocturnes rapporte un soumis qui porte sa cage à vie.

### Enjeux et mécanismes
L'enjeu d'une telle relation est de confier au partenaire tout pouvoir sur la jouissance du prisonnier. Le jeu consiste à le maintenir dans une situation de manque sexuel associé à une provocation fréquente de la part de son partenaire par stimulation de tous ses sens. La libération (en fait la jouissance associée à l'éjaculation) ne peut venir qu'à l'initiative du partenaire.
Les réactions physiques et mentales sont intenses : au-delà d'une sensibilité sexuelle permanente, le manque peut se manifester physiquement dans l'ensemble du corps sous forme d'un besoin de contact, de fusion avec le partenaire. Mentalement, une sensation d'obsession sexuelle domine. Certains prisent cette frustration érotisée au point de développer une véritable addiction au port d’une cage, qui reçoit le nom de cloubophilie (dérivé du grec κλουβός désignant la cage et φιλεῖν signifiant aimer).
À noter que les réactions mentionnées ci-avant sont en particulier liées à la combinaison de l'abstinence et de l'excitation et que la cage, en elle-même, peut être remplacée par la seule volonté de l'homme (préférable pour sa santé car un port trop prolongé et trop régulier de la cage conduira à des problèmes importants d'érection, voire d'impuissance[réf. nécessaire]), comprise par son partenaire, de lui donner tout pouvoir sur sa sexualité.
Sur le fond, il ne s'agit donc pas d'être soumis contre sa volonté mais de s'offrir à l'autre sur le plan sexuel.